# 山善左衛門
山 善左衛門 （やま ぜんざえもん、生年不明 - 寛永15年2月28日（1638年4月12日））は、江戸時代初期の人物。島原の乱の首謀者のひとり。キリシタン。

## 概要
小西行長に仕え、関ヶ原の戦い以後は浪人となり、有馬氏・松倉氏の所領島原に住んだ。
天草五人衆のひとりとして島原の乱を首謀し、原城籠城戦の際は、浮武者頭として大矢野松右衛門とともに遊軍2000人を率い、原城二ノ丸を守備した。
最期は不明だが、原城落城時に戦死したと思われる。